# Алмандин
Алмандин је минерал гранат, силикат, група незосиликата, хемијске формуле .

## Карактеристике
Јавља се у облику веома чистих, сјајних и јарко обојених црвених кристала (тесерални систем), али се понекад могу уочити и љубичасти тонови. Киселине не делују на њега, али се лако троши.

## Употреба
Користи се у јувелирству, али и у индустрији где самлевен служи као абразив.

## Налазишта
Појављује се у метаморфним стенама и често се среће у пешчаним наслагама. Главна лежишта овог минерала се налазе у Шри Ланки, Индији, средњој Европи, Скандинавији, Бразилу, Танзанији и на Мадагаскару.